# Юссеф, Ибрагим
Ибрагим Юссеф Авадалла (масри إبراهيم يوسف; 1 января 1959, Каир — 11 июля 2013) — египетский футболист, игравший на позиции защитника. Участник Олимпийских игр 1984 года.

## Биография

### Клубная карьера
Юссеф всю футбольную карьеру играл за «Замалек», в составе которого выиграл три чемпионских титула, три Кубка Европы и два трофея Африканской Лиги чемпионов.

### Карьера в сборной
В 1983 году в составе сборной Египта завоевал бронзовую медаль на Средиземноморских играх.
В составе сборной Египта принимал участие на олимпийском футбольном турнире 1984 года, на котором египтяне проиграли в 1/4 финале будущим чемпионам сборной Франции со счётом 2:0. В том же году принимал участие на Кубке африканских наций, на котором египтяне заняли итоговое четвёртое место, а Юссеф по итогам турнира вошёл в символическую сборную.
В 1987 году в составе сборной Египта стал чемпионом Африканских игр.

### Деятельность после футбола
После завершения карьеры Юссеф работал в полиции, дослужившись до звания генерал-майора. Он также работал главным тренером юношеской команды «Замалека».

### Смерть
Скончался 10 июля 2014 года в Каире в возрасте 54 лет от сердечного приступа.

## Признание
В 1984 и 1985 годах входил в тройку лучших футболистов Африки по версии France Football.

## Достижения
«Замалек»
- Чемпион Египта (3) : 1977/78, 1983/84, 1987/88
- Обладатель Кубка Египта (3) : 1976/1977, 1978/1979, 1987/1988
- Обладатель Лиги чемпионов КАФ (2) : 1984, 1986